# Diễn viên võ thuật

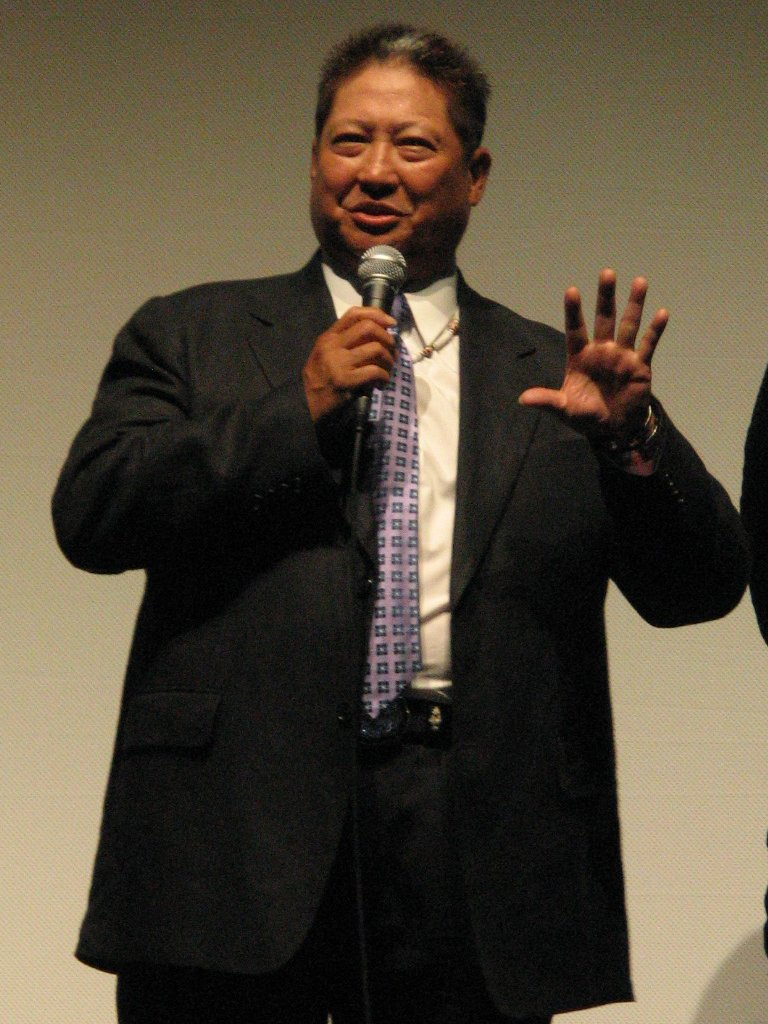
Diễn viên võ thuật Hồng Kông Hồng Kim Bảo.

Diễn viên võ thuật là các diễn viên điện ảnh hay truyền hình chuyên thực hiện các cảnh võ thuật, chuyên vào vai các nhân vật có cảnh chiến đấu trong các bộ phim. Diễn viên võ thuật có thể là những người chuyên nghiệp về nghề võ như các võ sư, võ sĩ nhưng cũng có thể là từ các ngành nghề khác chuyển sang đóng phim võ thuật. Loại phim võ thuật thường thịnh hành ở châu Á (phim võ hiệp, kiếm hiệp, phim chưởng, phim sử chiến hay xã hội đen...)

## Một số diễn viên nổi tiếng

### Trung Quốc
- Thành Long (có những pha võ thuật đầy hài hước và vô cùng sáng tạo)
- Lý Tiểu Long (diễn viên võ thuật hàng đầu của Trung Quốc)
- Lý Liên Kiệt (diễn viên võ thuật chuyên về võ thiếu lâm)
- Lý Quốc Hào (con trai của Lý Tiểu Long)
- Chung Tử Đơn / Chân Tử Đan
- Hồng Kim Bảo
- Ngô Kinh
- Dương Tử Quỳnh
- Thích Hành Vũ
- Thích Tiểu Long
- Nguyên Bưu
- Nguyên Khuê
- Lưu Gia Huy
- Lưu Gia Lương
- Trâu Triệu Long
- Ngũ Doãn Long
- An Chí Kiệt
- Phàn Thiếu Hoàng
- Vu Vinh Quang
- Lư Huệ Quang
- Lâm Chánh Anh
- Dương Tư
- Triệu Văn Trác
- Đỗ Vũ Hàng
- Khương Đại Vệ
- Địch Long
- La Liệt
- Phó Thanh
- Vương Chung
- Trần Quang Thái
- Lộc Phong
- Giang Sinh
- Vi Bạch
- Quan Đức Hưng
- La Mãng
- Trần Tinh
- Thích Quán quân
- Vương Thanh
- Tiền Tiểu Hào
- Trương Tấn

### Việt Nam
- Lý Huỳnh
- Lý Hùng
- Johnny Trí Nguyễn
- Dustin Nguyễn
- Ngô Thanh Vân
- Nam Long (diễn viên)
- Nhan Thanh Toàn
- Trần Như Thục
- Quốc Thịnh
- Bùi Văn Hải
- Long Điền
- Hoàng Phúc (diễn viên)
- Tuấn Voi
- Lâm Minh Thắng
- Thanh Hoa (Được chú ý với vai Thanh Sói trong bộ phim điện ảnh Hai Phượng)
- Võ Thành Tâm

### Thái Lan
- Tony Jaa (biểu hiện xuất sắc trong loạt phim Truy tìm tượng Phật Ong-Bak)
- Dan Chupong
- JeeJa Yanin
- Simon Kuke

### Phương Tây
- Jean-Claude Van Damme
- Steven Seagal
- Jason Statham (nổi tiếng trong phim Người vận chuyển)
- Uma Thurman (nổi tiếng trong phim Kill Bill)
- Keanu Reeves (thành danh trong loạt phim Ma trận)
- Chuck Norris
- Roger Yuan
- Scott Adkins
- Gary Daniels
- Darren Shahlavi
- Tom Cruise
- Sylvester Stallone
- Dwayne Johnson

### Indonesia
- Iko Uwais
- Yayan Ruhian
- Cecep Arif Rahman